# Озокерит

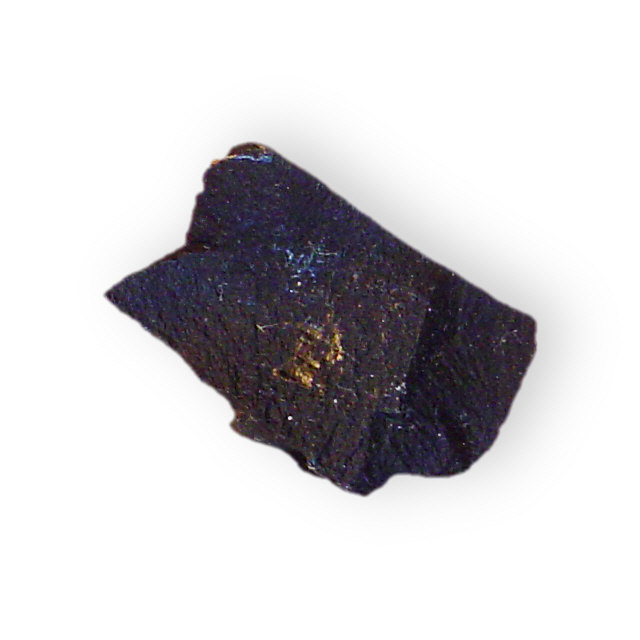
Озокерит.

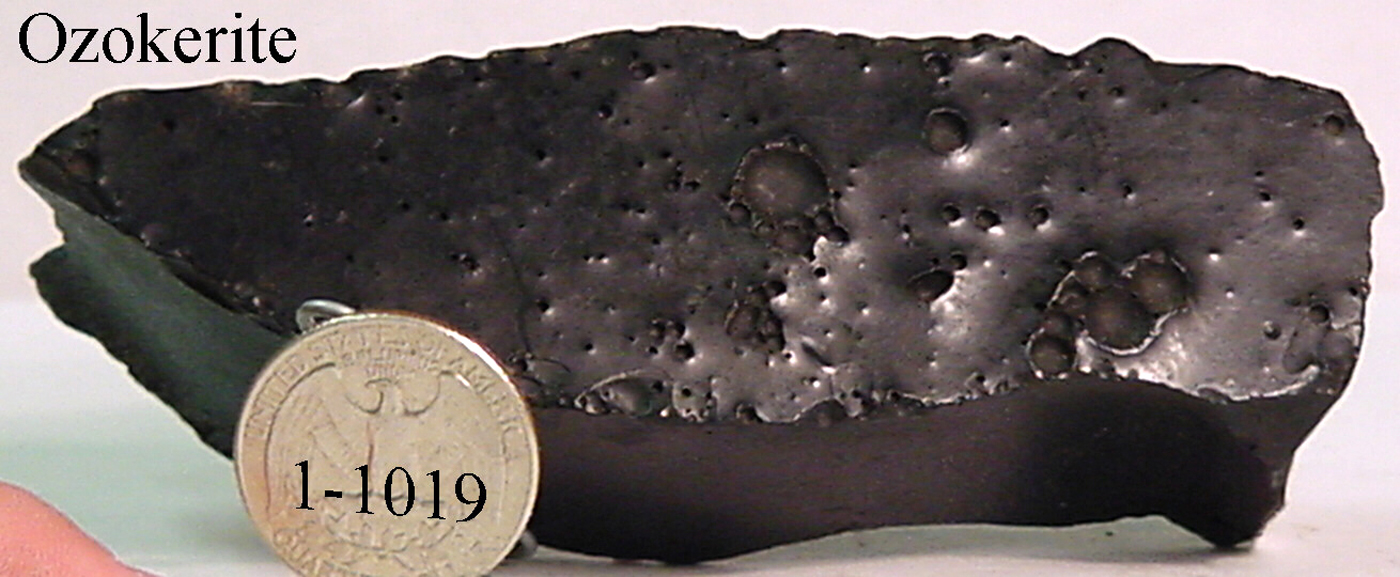
Озокерит, знімок United States Geological Survey

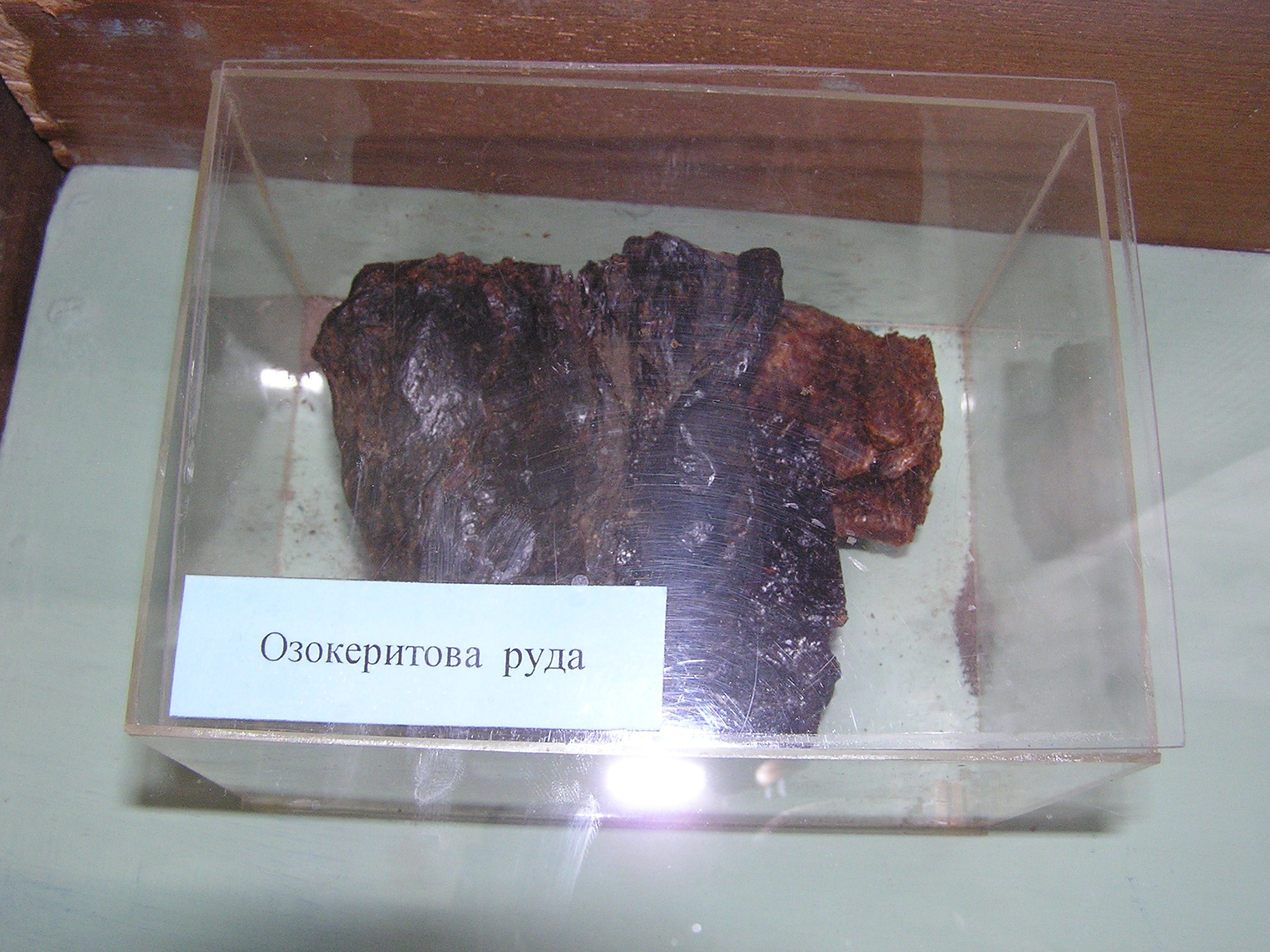
Озокеритова руда, експонат музею історії Трускавця

Озокерит (від грец. ózo — пахну і грец. kerós — віск, англ. ozokerite, mineral wax, нім. Bergwachs n, Erdwachs n, Ozokerit m; інші назви: леп, гірський (чи земляний) віск, земна жвиця, земне сало) — природний вуглеводень з групи нафтидів (бітумів), схожий за зовнішнім виглядом на бджолиний віск.
Синоніми: мінерал гудроновий, гірський віск[джерело?].

## Історія
Викопний віск, який використовується для лікування як також для виробництва свічок, згадував професор Краківської академії (тепер Ягеллонський університет) Марцина з Ужендува (1500–1573; Польща) у своїй праці «Herbarz polski, to jest o przyrodzeniu ziół i drzew rozmaitych i innych rzeczy do lekarstw należących księgi dwoje» (1595 р.).
Дещо пізніше підручник мінералогії та геології «Rzeczy koralnych osobliwe zdatniejszych szukanie, poznanie i zażycie» відомого вченого, доктора філософії та вільних мистецтв Я. К. Клюк (1739–1796) публікувався у Варшаві в 1781–1782 рр. У книзі представлені місця з густою нафтою, способи її видобутку. Автор виділив олію, олію-сирець, дьоготь, жир, бальзам і густі види олії (єврейська олія, гагатек, бурштин, натуральний викопний дьоготь).
Вперше термін озокерит запропонував німецький мінералог Ернст Фрідріх Глокер у 1833. 
Найраніша офіційна згадка про озокерит український відома з початку XIX ст. Озокеритові копальні були в Бориславі, Трускавці, Дзвинячі, Старуні та інших містах. Поклади багатого озокеритом мінералу наприкінці 19 століття оцінювалися в 30 млн тонн. Бориславський рудник активно розвідувався: у 1850-1900-х роках працювало до 1,5-5 тис. копалень на рік, де видобували 2-10 тонн чистого озокериту. Видобуток озокериту проводився вручну. Перший хімічний аналіз озокериту здійснив відомий французький хімік Філіпп Вальтер у Парижі в 1840.
В кінці XVIII — на початку XIX століть озокерит використовувався місцевим населенням Прикарпаття для освітлення приміщень. Попит на нього зростав, збільшувався і видобуток. Центром видобутку став район міста Борислава і сіл Дзвиняч та Старуня.

Одна з львівських газет у 1868 році розповідала: 
«Кожний копав, як хотів і як міг. Яма біля ями, шурф біля шурфу. Бориславська улоговина виглядала як продірявлене решето… Мільйони відер у безперервному русі. 3 світанку до темної ночі весь простір покритий закопченими робітниками, які подібні на підземних духів, що видобувають заклятий скарб». 
3 часом «озокеритна лихоманка» у зв'язку з налагодженням виробництва парафіну поступово затухає. Лише в кінці XIX століття, коли розпочали прокладання трансатлантичних кабельних телефонно-телеграфних ліній, попит на озокерит підвищився. 
На початку XX ст. у Галичині діяло 20–25 видобувних та 2–3 переробних підприємства
На початку XXI ст. у Бориславі працює озокеритний завод.

## Загальний опис
За своїм хімічним складом озокерит є неоднорідною сумішшю різних аліфатичних і ароматичних вуглеводнів з невеликою кількістю спиртів, ефірів, порфіринів та мікроелементів.
У середньому озокерит складається з 15% водню і 85% вуглецю, має густину  0,94-0,96 г/см3 і плавиться при 58-98 °C, дуже рідко при вищих температурах.
- 1) Мінеральна речовина, природна суміш твердих вуглеводнів парафінового ряду (CnH2n+2) з рідкими нафтовими маслами і смолистими речовинами. Дуже велику роль у ньому відіграють церезини (від С37Н76 до С53Н108).

Мінерал групи нафтових бітумів, білого, жовтого, бурого, чорного і зеленуватого кольору. Злам раковистий. Елементний склад (%): С — 84 — 86; Н — 13,5 — 15. Являє собою парафінистий осад, який випадає з нафти при її охолодженні в результаті підіймання на поверхню по тріщинах. Утворює жильні заповнення порожнин. Консистенція від м'якої, пластичної до твердої, сипкої. Густина 0,85-0,97(1,0). Плавиться звичайно при температурі 50 — 85 (100) °C, іноді вищій.
Виділяють такі різновиди озокериту:
1. бада (озокерит)
2. волокнистий
3. кемдебанс
4. бориславіт (*Бориславіт (рос. бориславит, англ. boryslawite, нім. Boryslawit) — твердий крихкий різновид озокериту.
5. Геленіт (англ. helenite, нім. Helenit m) — вид озокериту золотисто-жовтого кольору; за назвою шахти «Гелена», Борислав, Україна.)
6. рудний.
7. гумбед,
8. нафтогіль,
9. цитрозикит,
10. нафтадил
11. Урпетит
12. Хризматин тощо.

- 2) Продукт природної перегонки нафти, що складається із вуглецю (84 %) і водню (16 %); має зеленувато-коричневе, чорно-буре забарвлення; легко топиться і горить, виділяючи специфічний запах.

### Хімічний склад
Озокерит являє собою природну суміш алканів. В деяких з них є азотні, кисневі, та сірчисті сполуки.

### Фізичні властивості
Озокерит має високу теплоємність та низьку теплопровідність.
Складається з домішок різних вуглеводнів, що містять за вагою 7-85 % вуглецю та 3-14 % водню.
Питома вага в межах від −85 до −95, точка кипіння від 58-100°C.
Колір озокериту світло-жовтий, бурий, або чорний, консистенція від твердого до в'язкого, інколи як олія. Найтвердіший — бориславіт.
Має запах гасу, добре розчиняється у бензині, гасі, нафті, скипидарі, погано — у спирті, нерозчинний у воді.

## Промислові родовища озокериту
Озокерит залягає у вигляді жил та пластових тіл. Озокеритові жили досягають товщини 3,0 м.
Найбільше родовище озокериту в Україні знаходиться у глинах Прикарпатського нафтового району (Львівська область, Борислав), в Туркменістані — на півострові Челекен, Узбекистані — Фергана, США — в штаті Юта, є в пісковиках Румунії.

## Озокерит в Україні
Промислові родовища озокериту — Бориславське, Трускавецьке, Дзвиняцьке та Старунське, знаходяться в Передкарпатті на території Львівської та Івано-Франківської областей.
Промисловий видобуток вівся у Бориславі на Галичині, у Дзвинячі та Старуні і в інших місцевостях Прикарпаття.
Державним балансом запасів враховуються три родовища озокериту: Бориславське у Львівській області, Дзвіняцьке і Старунське — в Івано-Франківській області, сумарні балансові запаси яких на 01.01.98 р. за категорією А+В+С становлять 191 993 т, забалансові — 127 846 т.
Поклади озокериту приурочені до воротищенської світи неогену та поляницької олігоцену і представлені покладами пластового і жильного типу.
Основні промислові запаси озокериту зосереджені в найбільшому у світі Бориславському родовищі. Розробляється АТ «Бориславський озокерит» Міністерства промполітики України, який випускає озокерит — сирець, що використовується для виробництва озокериту медичного, воско-озокеритових сплавів, канатних мастил та іншого.
Запаси Дзвиняцького родовища затверджені ВКЗ в 1951 р. У зв‘язку зі значною глибиною залягання покладу озокериту (понад 150 м) та низькою якістю сировини (озокерит належить до III — IV сорту), експлуатація родовища нині недоцільна.
Запаси Старунського родовища підраховані по категоріях В+С1 в 1953 р., не затверджені ДКЗ.
В зв‘язку зі складними гідрогеологічними умовами та низькою якістю сировини (II — III сорт), розробка родовища на теперішній час нерентабельна.
Потреба України в озокеритовій продукції, на теперішній час, повністю задовольняється за рахунок сировини Бориславського родовища.

## Застосування
Озокерит використовується в радіо- і електротехніці як електроізоляційний матеріал, в хімічній промисловості при виробництві лаків, в медицині для виготовлення вазеліну, мазей, кремів та ін., а також для теплолікування (озокеритолікування).